# Kosteletzkya batacensis
Kosteletzkya batacensis là một loài thực vật có hoa trong họ Cẩm quỳ. Loài này được (Blanco) Fern.-Vill. mô tả khoa học đầu tiên năm 1880.